# 恢余子
恢 余子（ひろし よし、1930年 - ）は、日本の小説家、画家。

## 人物・来歴
福岡県生まれ。本名・吉田道宏。16年間、二科展に絵画・彫刻を出展。1966年渡米、70年よりニューヨークに拠点を定めコンセプチュアル・アートを発表。余志宏の名で1976年「蒔く如く獲りとらん」で第22回江戸川乱歩賞佳作。1978年煕於志の名で「妻二人」で第53回オール読物新人賞受賞、84年「手」で第10回中央公論新人賞受賞。なお中央公論新人賞受賞時に「ひろこよし」と発表されたが、これは間違いである。

## 著書
- 『蒔く如く穫りとらん』余志宏 講談社 1977
- 『ショーボートに手を振れ』余志宏 講談社ノベルス 1983
- 『ヨブの肖像』余志宏 講談社 1985
- 『手』中央公論社 1986
- 『ハロンの瞳』中央公論社 1996

## 注
1. ↑  『ショーボートに手を振れ』著者紹介、『中央公論』1984年11月号の受賞者紹介